# Gisela da Borgonha
Gisela da Borgonha (1075 – após 1133)  foi condessa consorte de Saboia pelo seu primeiro casamento com Humberto II de Saboia. Após sua morte, se tornou marquesa consorte de Monferrato, através de seu casamento com Rainério I de Monferrato. 
Ela foi a avó materna do rei Luís VII de França, e bisavó paterna do rei Sancho I de Portugal.

## Família
Gisela era filha de Guilherme I, conde da Borgonha e de Estefânia da Borgonha. Seus avós paternos eram o conde Reinaldo I da Borgonha e Alice da Normandia, cujos pais eram Ricardo II da Normandia e Judite da Bretanha, avós paternos do rei Guilherme I de Inglaterra. Seus avós maternos são desconhecidos.
Gisela era a décima criança de treze filhos. Alguns deles incluíam: Reinaldo II, Conde da Borgonha, sucessor do pai; Estêvão I de Borgonha, sucessor do irmão; Raimundo de Borgonha, primeiro marido da rainha Urraca I de Leão e Castela; Sibila, consorte de Odo I, Duque da Borgonha; Clemência da Borgonha, esposa de Roberto II da Flandres, e regente de Flandres; Papa Calisto II, nascido Guido da Borgonha, que foi Papa de 1119 a 1124, etc.

## Biografia

### Primeiro casamento
Em 1090, aos 15 anos de idade, Gisela casou-se com o conde Humberto II, de 25 anos, filho de Amadeu II de Saboia e de Joana de Genebra. Eles tiveram sete filhos.
Humberto morreu em 19 de outubro de 1103, deixando Gisela viúva. Ele foi enterrado na Catedral de São Pedro, em Moûtiers, em Auvérnia-Ródano-Alpes. 

### Segundo casamento
Poucos anos após a morte do marido, em 1105, aos 30 anos, ela casou-se com Rainério I de Monferrato, filho de Guilherme IV de Monferrato e de Ota de Agliè. Eles tiveram cinco filhos.
Em alguma data posterior a 1133, a marquesa morreu, porém seu local de enterro é desconhecido. 
Mais tarde, em 1135 ou 1137, o marquês Rainério veio a falecer, sem ter se casado novamente.

## Descendência
De seu primeiro casamento:
- Adelaide de Saboia (1092 - 18 de novembro de 1154) foi a rainha consorte de França como esposa de Luís VI, com quem teve vários filhos, inclusive o rei Luís VII de França;
- Amadeu III de Saboia (1095 - 30 de agosto de 1148) foi conde de Saboia como sucessor do pai. De seu segundo casamento com Matilde de Albon, foi pai de Mafalda de Saboia, rainha consorte de Portugal como esposa de Afonso I, com quem teve o rei Sancho I de Portugal;
- Guilherme de Maurienne (m. 1130/31), bispo de Liège;
- Humberto de Maurienne (m. 1131);
- Guido de Maurienne, abade de Namur, canône de Saint-Lambert, Liège;
- Reinaldo de Maurienne, priorado da Abadia beneditina de Saint-Maurice;
- Inês de Maurienne, esposa de Arquibaldo VII, Senhor de Bourbon, com quem teve dois filhos.

De seu segundo casamento:
- Joana de Monferrato (1107 - 1191), de acordo com Guilherme de Jumièges, seu casamento com Guilherme Clito, conde de Flandres, como sua terceira e última esposa, foi arranjado por sua meia-irmã materna, a rainha francesa Adelaide. Guilherme era neto paterno do rei Guilherme I de Inglaterra. Não tiveram filhos;
- Guilherme V de Monferrato (1110 - 1191), sucedeu ao pai como marquês de Monferrato. Foi marido de Judite de Babemberga, com quem teve nove filhos, inclusive o rei Conrado de Monferrato, rei de jure de Jerusalém, por casamento com Isabel I de Jerusalém;
- Matilde de Monferrato, esposa de Alberto de Massa, marquês de Gavi e Parodi, com quem teve dois filhos;
- Adelaide de Monferrato, freira em Vandieu, na Provença;
- Isabel de Monferrato, esposa de Guido, conde de Biandrate, com quem teve dois filhos.